# Mycobacterium
Mycobacterium je rod bakterija Actinobacteria, koji ima vlastitu porodicu Mycobacteriaceae.
Međi mikobakterije ubrajuje se različiti patogene vrste koje kod čovjeka uzrokuju bolesti kao što su tuberkuloza ili lepra.

## Vrste
- M. abscessus
- M. africanum
- M. agri
- M. aichiense
- M. alvei
- M. arosiense
- M. arupense
- M. asiaticum
- M. aubagnense
- M. aurum
- M. austroafricanum
- Mycobacterium avium kompleks (MAK), je grupa genetički sličnih bakterija ovoga roda među koje se ubrajaju:
M. avium
M. avium paratuberculosis, spominje se kao mogući uzročnik Chronove boelsti kod čovjeka i Johnova bolest kod ovaca
M. avium silvaticum
M. avium "hominissuis"
M. colombiense
- M. boenickei
- M. bohemicum
- M. bolletii
- M. botniense
- M. bovis
- M. branderi
- M. brisbanense
- M. brumae
- M. canariasense
- M. caprae
- M. celatum
- M. chelonae,
- M. chimaera
- M. chitae
- M. chlorophenolicum
- M. chubuense
- M. conceptionense
- M. confluentis
- M. conspicuum
- M. cookii
- M. cosmeticum
- M. diernhoferi
- M. doricum
- M. duvalii
- M. elephantis
- M. fallax
- M. farcinogenes
- M. flavescens
- M. florentinum
- M. fluoroanthenivorans
- M. fortuitum
- M. fortuitum subsp. acetamidolyticum
- M. frederiksbergense
- M. gadium
- M. gastri
- M. genavense
- M. gilvum
- M. goodii
- M. gordonae
- M. haemophilum
- M. hassiacum
- M. heckeshornense
- M. heidelbergense
- M. hiberniae
- M. hodleri
- M. holsaticum
- M. houstonense
- M. immunogenum
- M. interjectum
- M. intermedium
- M. intracellulare
- M. kansasii
- M. komossense
- M. kubicae
- M. kumamotonense
- M. lacus
- M. lentiflavum
- M. leprae, uzrokuje lepru
- M. lepraemurium
- M. lepromatosis, manje značajan uzročnik lepre opisan 2008.
- M. madagascariense
- M. mageritense
- M. malmoense
- M. marinum
- M. massiliense
- M. microti
- M. monacense
- M. montefiorense
- M. moriokaense
- M. mucogenicum
- M. murale
- M. nebraskense
- M. neoaurum
- M. neworleansense
- M. nonchromogenicum
- M. novocastrense
- M. obuense
- M. palustre
- M. parafortuitum
- M. parascrofulaceum
- M. parmense
- M. peregrinum
- M. phlei
- M. phocaicum
- M. pinnipedii
- M. porcinum
- M. poriferae
- M. pseudoshottsii
- M. pulveris
- M. psychrotolerans
- M. pyrenivorans
- M. rhodesiae
- M. saskatchewanense
- M. scrofulaceum
- M. senegalense
- M. seoulense
- M. septicum
- M. shimoidei
- M. shottsii
- M. simiae
- M. smegmatis
- M. sphagni
- M. szulgai
- M. terrae
- M. thermoresistibile
- M. tokaiense
- M. triplex
- M. triviale

- Mycobacterium tuberculosis kompleks (MTK), vrste iz ove grupe su uzročnici tuberkuloze kod čovjeka i životinja. Vrste iz ovoga kompleksa su:
M. tuberculosis, glavni uzročnik tuberkuloze kod čovjeka
M. bovis
M. bovis BCG
M. africanum
M. canetti
M. caprae
M. pinnipedii'

- M. tusciae
- M. ulcerans
- M. vaccae
- M. vanbaalenii
- M. wolinskyi
- M. xenopi